# 渡辺昭 (衆議院議員)

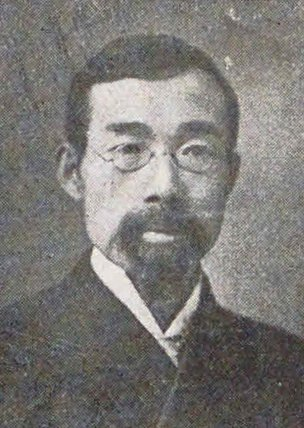
渡辺昭

渡辺 昭（わたなべ あきら、慶応2年5月1日（1866年6月13日） - 1940年（昭和15年）5月5日）は、衆議院議員（立憲国民党→革新倶楽部）、弁護士。

## 経歴
陸奥国（福島県）田村郡三春町出身。1889年（明治22年）に英吉利法律学校（現在の中央大学）を卒業。1891年（明治24年）、弁護士試験に合格し、翌年に京都市で事務所を開いた。1914年（大正3年）には京都弁護士会長に選ばれている。
1903年（明治36年）、京都府会議員、参事会員に選ばれ、翌年には京都市会議員に当選した。市会では1909年（明治42年）に議長に選ばれており、教育や公共事業のために尽力した。
1915年（大正4年）、第12回衆議院議員総選挙に出馬し、当選。その後、3回連続当選を果たした。